# Souměstí

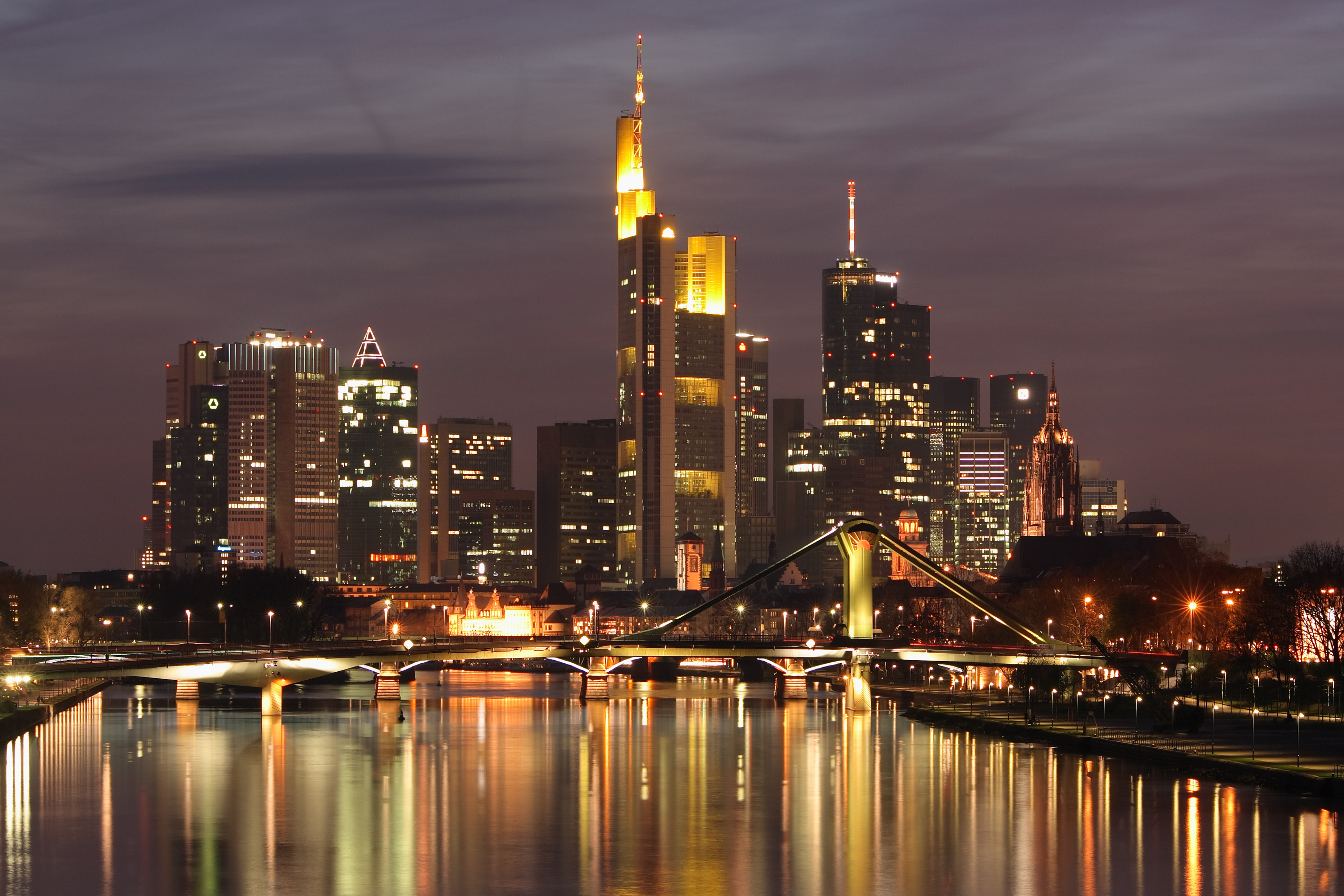
Frankfurt

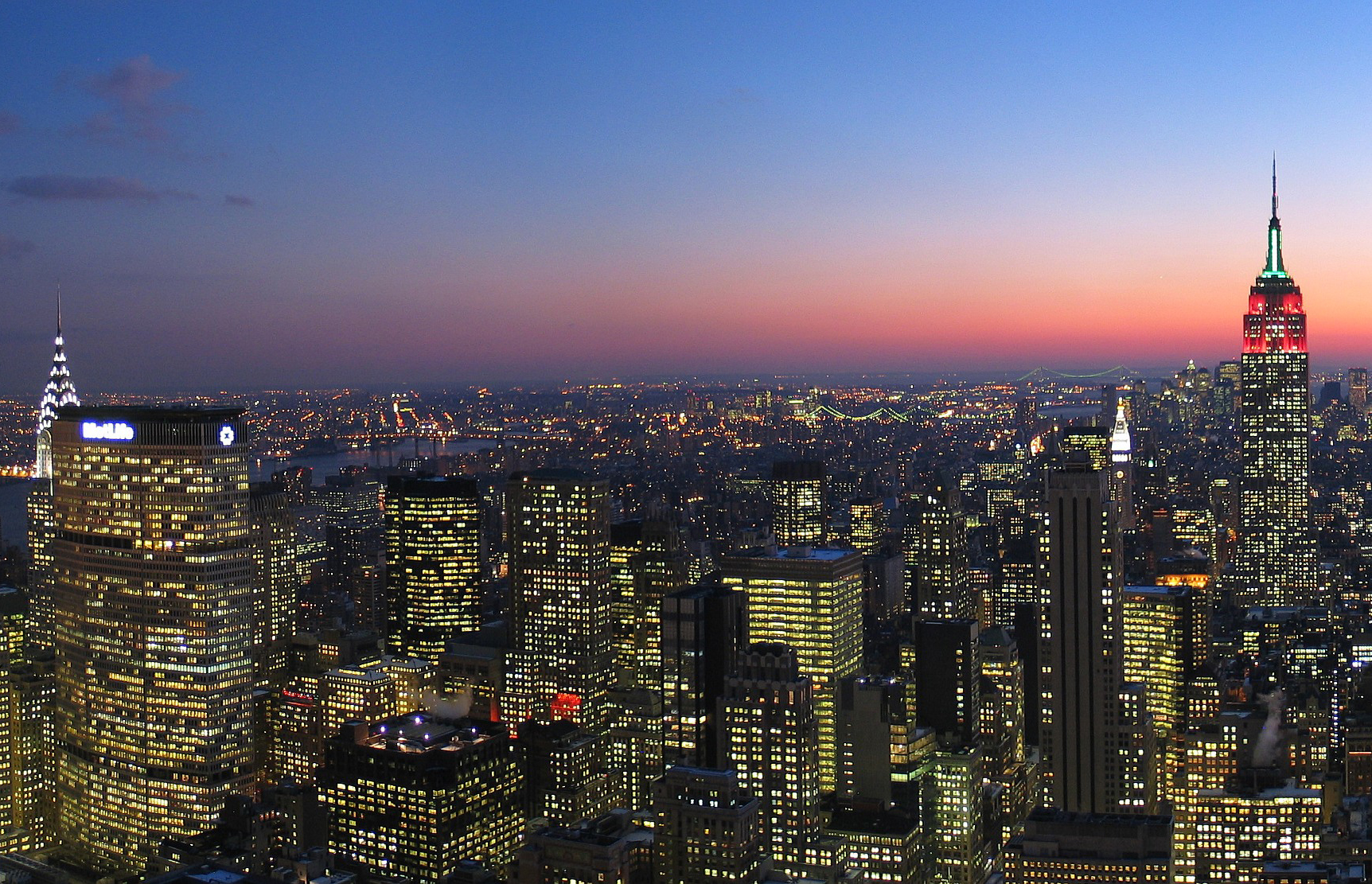
New York

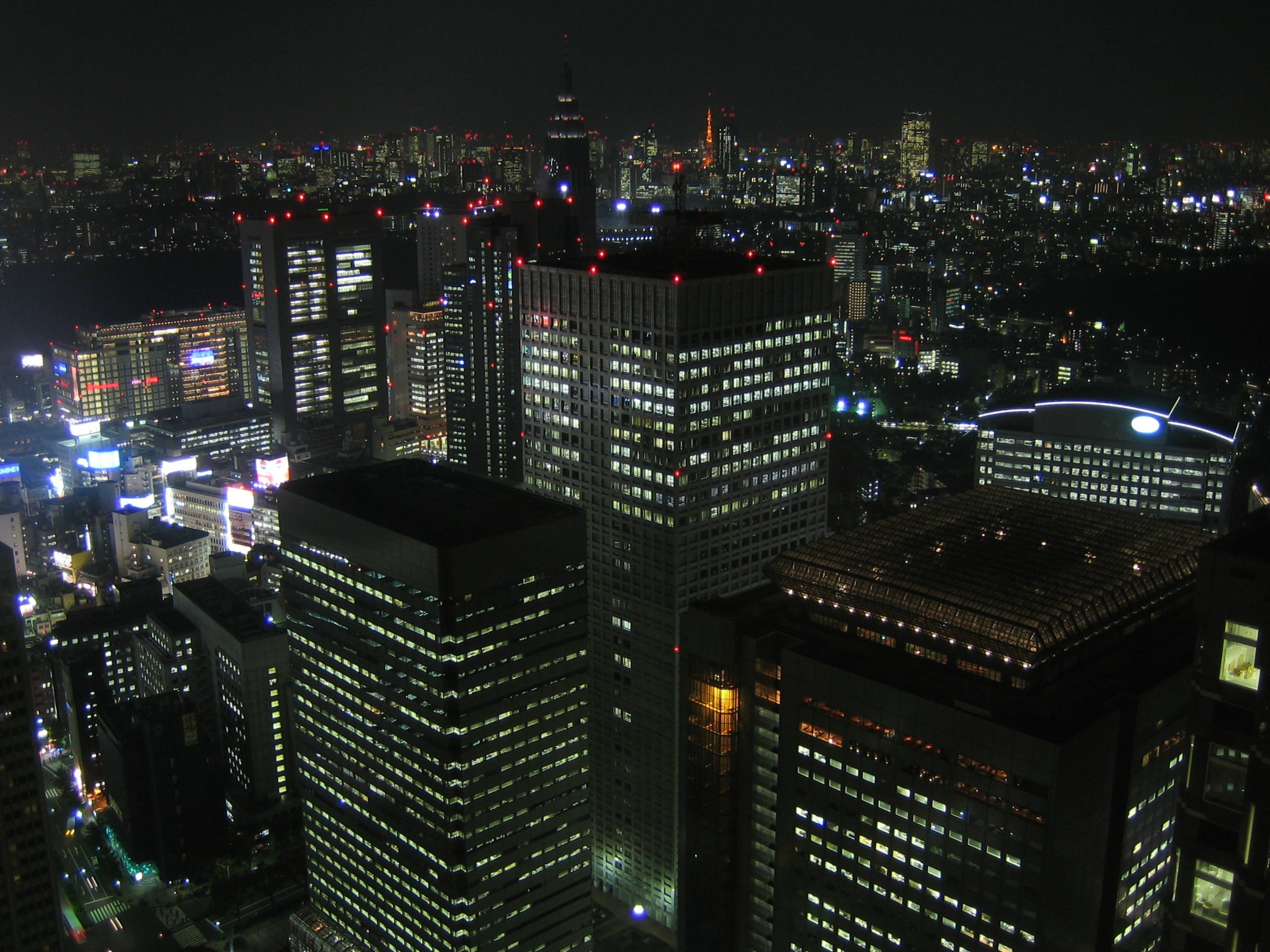
Tokio

Konurbace neboli souměstí je několik měst, velkoměst nebo aglomerací srostlých v jednu souvisle zastavěnou plochu. Na rozdíl od aglomerace existují jednotlivá města jako samostatné celky a nemusí mít společné zázemí ani jednotné centrum – polycentrická forma aglomerace. Spojením několika konurbací vzniká megalopolis.

## Dvojměstí
V případě spojení dvou měst se obvykle užívá pojmu dvojměstí. Typickým příkladem dvojměstí je Brandýs nad Labem-Stará Boleslav, Frýdek-Místek, či Sedlec-Prčice. Typickým příkladem je také Děčín, což je dvojměstí původně samostatných měst Děčín a Podmokly.

## Příklady konurbací

### Česko
Některá česká souměstí:
- Ostrava – Vratimov – Šenov – Petřvald – Havířov – Rychvald – Bohumín – Orlová
- Liberec – Jablonec nad Nisou – Rychnov u Jablonce nad Nisou – Lučany nad Nisou – Smržovka – Tanvald – Desná – Velké Hamry
- Zlín – Otrokovice – Napajedla
- Uherské Hradiště – Kunovice – Staré Město
- Tábor – Sezimovo Ústí – Planá nad Lužnicí
- Beroun – Králův Dvůr – Zdice

### Evropa
- Randstad: Amsterdam – Rotterdam – Haag – Utrecht (Nizozemsko)
- Trojměstí (polsky Trójmiasto [trujmjasto]) neboli Gdaňsk – Sopoty – Gdyně
- Prievidza – Bojnice (Slovensko)
- Martin – Vrútky (Slovensko)
- Ibrány – Nagyhalász (Maďarsko)
- Belišće – Valpovo (Chorvatsko)
- Pakrac – Lipik (Chorvatsko)
- Samobor – Sveta Nedelja (Chorvatsko)
- Prevalje – Ravne na Koroškem (Slovinsko)
- Dobrota – Kotor – Škaljari (Černá Hora)
- Valka (Lotyšsko) – Valga (Estonsko)

### Svět
- Tokio – Jokohama (Japonsko)
- Johannesburg – Pretoria (Jihoafrická republika)
- Kanton – Šen-čen – Hongkong (Čína)